# Kommuner i Danmark
I denne liste over kommuner i Danmark er Danmarks 98 kommuner anført under den region, de er en del af. 2.522 kommunalbestyrelsesmedlemmer og 205 regionsrådsmedlemmer blev valgt ved det første kommunal- og regionsrådsvalg til bestyrelserne i de 98 kommuner - heraf 67 nydannede som følge af Strukturreformen, inklusive Ærø Kommune og en kommune nydannet fra 2003, nemlig Bornholms Regionskommune, dvs. 68 i alt, og dertil 30 ikke sammenlagte kommuner - og rådene i de 5 nye regioner tirsdag den 15. november 2005 (valgperiode for de indvalgte politikere 2006-09, dog 2007-09 for de nyoprettede kommuner - dog ikke Ærø, som blev nydannet fra 2006 - og for de nyoprettede regioner, der overtog amtskommunernes sundhedsvæsen). Disse valg finder altid sted den tredje tirsdag i november hvert fjerde år. Antallet af regionsrådsmedlemmer er uforandret ved hvert valg, mens antallet af kommunalbestyrelsesmedlemmer som regel er ændret i forhold til det eller de forrige kommunalvalg.
Sidste valg fandt sted 16.11.2021 (valgperiode 2022-25). De første valgperioder med de nye kommuner var der ofte tale om en sænkning af antallet af medlemmer af kommunalbestyrelserne, men nogle kommuner, f.eks. Frederiksberg Kommune, Gentofte Kommune, Glostrup Kommune, Hørsholm Kommune, Ishøj Kommune, Solrød Kommune, Tårnby Kommune har hævet deres antal bl.a. pga. ændrede retningslinjer for antal af medlemmer efter Strukturreformen. Skatteydernes betaling til kommuner (1970-) og amtskommuner (1970-2006) og til sundhedsbidrag (2007-18) er stigende;f.eks. er trækprocenten vedrørende kommunal- og amtskommunalskat steget fra 16 i 1970 til 32,5 i 2001, en stigning som dog mildnes af de standardmæssige personfradrag. Indkomstskatten blev den 1. januar 2007 hævet med 3 procentpoint i alle 98 kommuner, da kommunerne overtog en del af de nedlagte amtskommuners opgaver. Fra og med 2019 falder sundhedsbidraget bort, da udgifterne finansieres over indkomstskatten.
Kommunalbestyrelsesmedlemmer:
- 2006(isk.)/2007(sk.)-2009: 2.522
- 2010-2013: 2.468
- 2014-2017: 2.444
- 2018-2021: 2.432
- 2022-2025: 2.436 Frederiksberg Kommune har hævet antallet af medlemmer i kommunalbestyrelsen med 4.
- 2026-2029: 2.436 Rebild Kommune vil reducere antallet af medlemmer i kommunalbestyrelsen med 2 og Frederiksberg Kommune vil lade antallet stige med 2 til 31.

Note: ISK: Ikke fra 2007 Sammenlagte Kommuner, herunder Ærø (sammenlagt 1. januar 2006) og Bornholm (sammenlagt 1. januar 2003). SK:  fra 2007 Sammenlagte Kommuner.
De nuværende danske kommunevåbener kan ses her.
NB. Billund Kommune er afbildet uden tilføjelsen af Billund Lufthavn på kortet.

## Strukturen fra 2007
I 2007 blev antallet af kommuner reduceret til en tredjedel som følge af Strukturreformen, og de fik samtidigt tilført flere opgaver og delvis mere personale fra amterne og staten.
De nye kommuner fungerer fremover som "indgangen til det offentlige". Hvis man er i tvivl om, hvor en bestemt offentlig serviceydelse hører til efter kommunalreformen, kan man henvende sig til sin kommune. 
En opgørelse over kommunerne fordelt efter indbyggertal kan ses på Liste over kommuner i Danmark efter indbyggertal.

## Strukturen fra 1970 til 2006
Uddybende artikel: Liste over danske kommuner 1970-2006.
Nogle kommuner i Københavns Amt blev lagt sammen efter Kommunalreformen, nemlig 1. april 1974, da Sengeløse Kommune, oprettet 1. april 1970 og nedlagt 31. marts 1974, blev en del af Høje-Tåstrup Kommune og Store Magleby Sogn, der fungerede som kommune, blev en del af Dragør Kommune. Derudover blev Avedøre overført fra Glostrup til Hvidovre Kommune, som området grænser op til. Der var altså 277 kommuner i Danmark fra 1. april 1970 til 31. marts 1974 og først derefter 275 kommuner. Finansåret 1. april til 31. marts var ifølge en bestemmelse fra 1849 statens og den offentlige sektors regnskabsår indtil 1978. Derfor træder mange love og reformer fra den periode i kraft fra 1. april. Efter en lovændring i 1976 følger finansåret siden 1. januar 1979 kalenderåret. 
Dertil kommer tre kommuner, der også fungerede som amter:
- Bornholms Regionskommune fungerede også i en kort periode på fire år (2003-2006) som amt fra kommunens oprettelse 1. januar 2003 indtil den blev en del af Region Hovedstaden 1. januar 2007. Den blev oprettet som resultat af en folkeafstemning den 29. maj 2001, hvor borgerne besluttede at lægge øens fem kommuner (Allinge-Gudhjem Kommune, Hasle Kommune, Nexø Kommune, Rønne Kommune og Aakirkeby Kommune) og Bornholms Amt sammen.
- Frederiksberg Kommune (fungerede også som amt til 1. januar 2007).
- Københavns Kommune (fungerede også som amt til 1. januar 2007).

### Strukturer baseret på kommunerne
Amterne var ikke den eneste struktur, der er baseret på kommunerne. Andre strukturer er politikredse, retskredse, valgkredse og provstier. Som eksempel kan man bruge Brædstrup Kommune (i dag Horsens Kommune, Voerladegård dog i Skanderborg Kommune), der indgik i flg. fem strukturer:
- Vejle Amt (se ovenfor)
- Horsens Politikreds (sammen med Horsens Kommune, Juelsminde Kommune, Hedensted Kommune, Tørring-Uldum Kommune, Nørre-Snede Kommune og Gedved Kommune)
- Brædstrup Retskreds (sammen med Nørre-Snede Kommune og Tørring-Uldum Kommune)
- Givekredsen (sammen med Egtved Kommune, Give Kommune og Nørre-Snede Kommune)
- Them-Nørre Snede-Brædstrup Provsti (sammen med Them Kommune og Nørre-Snede Kommune)

## Fodnoter
1. ↑  "Børsen: Cepos:Thor P. bør fastfryse kommuneskatten". Arkiveret fra originalen 12. oktober 2007. Hentet 12. oktober 2007.